# Кавасакі (Канаґава)
35°31′51″ пн. ш. 139°42′11″ сх. д. / 35.53083° пн. ш. 139.70306° сх. д.
Каваса́кі (яп. 川崎市, かわさきし, МФА: [kawasakʲi ɕi̥]) — місто в Японії, в префектурі Канаґава.

## Короткі відомості
Розташоване в північно-східній частині префектури, на південному березі річки Тама, в районі Токійської затоки. Місто державного значення. Виникло на основі постоялого містечка раннього нового часу на Східноморському шляху. Отримало статус міста 1924 року. Протягом 1937 — 1945 років було місцем розташування Науково-дослідницького інституту Імперської армії. Складова Токійсько-Йокогомаського промислового району. Основою економіки є хімічна промисловість, машинобудування, виробництво електротоварів, інформаційні технології, комерція. Станом на 1 квітня 2009 площа міста становила 142,70 км². Станом на 1 липня 2011 населення міста становило 1 430 709 осіб.

## Адміністративний поділ
Кавасакі поділяється на 18 міських районів:
1. Асао
2. Кавасакі
3. Міямае
4. Накахара
5. Сайвай
6. Такацу
7. Тама